# Finale Emilia
Finale Emilia (emilián nyelven Finèl vagy Al Finàl) település Olaszországban, Emilia-Romagna régióban, Modena megyében. Lakosainak száma 14 951 fő (2023. január 1.). Finale Emilia Camposanto, Crevalcore, San Felice sul Panaro, Bondeno, Cento és Mirandola községekkel határos.

## Népesség
A település lakossága az elmúlt években az alábbi módon változott:
| Lakosok száma | 15 597 | 15 581 | 14 951 |
|               | 2017   | 2018   | 2023   |